# Bitello
João Paulo de Souza Mares, noto con lo pseudonimo Bitello (Formosa do Oeste, 7 gennaio 2000), è un calciatore brasiliano, centrocampista della Dinamo Mosca.

## Carriera

### Inizi
La carriera di Bitello è iniziata al Cascavel, club che lo ha ingaggiato nel 2017. Durante l'esperienza al Cascavel ha militato nelle giovanili ed ha disputato 3 incontri del Campionato Paranaense 2018 con la prima squadra. 

### Grêmio
Il 22 agosto 2018 si è trasferito al Grêmio. È rimasto nelle giovanili del club fino al 2021. Ha debuttato in prima squadra il 20 marzo 2021, nell'incontro del Campionato Gaúcho Grêmio-Aimoré (2-0), subentrando a Pedro Lucas al minuto 80. Nella stagione 2022 è stato promosso in prima squadra ed ha vinto il premio Craque do Gauchão, assegnato al miglior calciatore del Campionato Gaúcho. Il 10 maggio 2022 ha rinnovato il proprio contratto con il Grêmio fino al 2025. Nella stagione 2023 ha nuovamente vinto il Craque do Gauchão. 

### Dinamo Mosca
Il 14 settembre 2023 si è trasferito a titolo definitivo alla Dinamo Mosca, club russo. Ha debuttato in prima squadra il giorno successivo, nell'incontro di campionato Dinamo Mosca-Pari Nižnij (1-1), subentrando a Denis Makarov al minuto 60.

## Statistiche

### Presenze e reti nei club
Statistiche aggiornate al 27 settembre 2023.
| Stagione        | Squadra         | Campionato      | Campionato | Campionato | Coppe nazionali | Coppe nazionali | Coppe nazionali | Coppe continentali | Coppe continentali | Coppe continentali | Altre coppe | Altre coppe | Altre coppe | Totale | Totale | Totale |
| Stagione        | Squadra         | Comp            | Pres       | Reti       | Comp            | Pres            | Reti            | Comp               | Pres               | Reti               | Comp        | Pres        | Reti        | Pres   | Reti   |        |
| --------------- | --------------- | --------------- | ---------- | ---------- | --------------- | --------------- | --------------- | ------------------ | ------------------ | ------------------ | ----------- | ----------- | ----------- | ------ | ------ | ------ |
| 2018            | FC Cascavel     | A1/PR           | 3          | 0          |                 | -               | -               |                    | -                  | -                  |             | -           | -           | 3      | 0      |        |
| 2021            | Grêmio          | PD/RS+A         | 1+0        | 0          | CB              | 0               | 0               | CL+CS              | 0+1                | 0                  |             | -           | -           | 2      | 0      |        |
| 2022            | Grêmio          | PD/RS+B         | 11+36      | 1+8        | CB              | 1               | 0               |                    | -                  | -                  |             | -           | -           | 48     | 10     |        |
| 2023            | Grêmio          | PD/RS+A         | 13+19      | 3+4        | CB              | 5               | 1               |                    | -                  | -                  |             | -           | -           | 37     | 8      |        |
| 2023-2024       | Dinamo Mosca    | PL              | 2          | 0          | CR              | 1               | 0               |                    | -                  | -                  |             | -           | -           | 3      | 0      |        |
| Totale carriera | Totale carriera | Totale carriera | 85         | 17         |                 | 7               | 1               |                    | 1                  | 0                  |             | -           | -           | 93     | 18     |        |

## Palmarès

### Club

#### Competizioni statali
- Campionato Gaúcho: 3

Gremio: 2021, 2022, 2023